# Hadersfeld
Hadersfeld ist ein Ort in der Marktgemeinde St. Andrä-Wördern in Niederösterreich.

## Geografie
Hadersfeld liegt östlich von St. Andrä-Wördern auf eine Anhöhe über der Donau und ist über die Landesstraße L2009 zu erreichen. Zur Hadersfeld zählten früher auch die Rotten Kroaten-Aigen und Steinbruch, die heute im Ort aufgegangen sind.

## Geschichte
Laut Adressbuch von Österreich waren im Jahr 1938 in der Ortsgemeinde Hadersfeld ein Fuhrwerker, drei Gastwirte, zwei Gemischtwarenhändler und eine Milchgenossenschaft ansässig. Weiters gab es ein Elektrizitätswerk und den Lindenhof, eine Pension.
Im Jahr 1927 wurde von der Gemeinde Wien ein Pumpspeicherkraftwerk bei der nahegelegenen Ortschaft Altenberg geplant, dessen künstlich angelegter Hochbehälter mit einem projektierten Volumen im Endausbau für vier Millionen m3 Wasser einen Großteil der Ortsfläche von Hadersfeld und das Schlosses Hadersfeld umfassen sollte. Das geplante Pumpspeicherkraftwerk sollte Nachfrageschwankungen im Stromnetz ausgleichen: Mit Hilfe von Pumpen sollte in der Zeit mit geringer Nachfrage Wasser aus der Donau in den Hochbehälter Hadersfeld gepumpt werden und bei hoher Nachfrage nach elektrischer Energie das Wasser wieder abgelassen und so die elektrische Energie zurückgewonnen werden. Das in der damaligen Zeit im Rahmen der wirtschaftlichen Nutzung der Donau geplante Projekt scheiterte an Sicherheitsfragen und wurde nicht realisiert.

## Sehenswürdigkeiten
Im Ort befindet sich das Schloss Hadersfeld, das früher mit einer schön gestalteten Parkanlage versehen war, wovon nurmehr der Obelisk in Hadersfeld übrig ist.